# Слог
Слог је јединица за организацију говорних звукова. На пример, реч вода се састоји од два слога: во и да. Слог је обично састављен од језгра (најчешће самогласник) са опционим почетком и крајем (обично сугласник).
Слогови се често сматрају фонолошким „блоковима” речи. Они могу утицати на ритам језика, прозодију, стиховни метар, образац нагласка, итд.
Писање слогова је почео неколико стотина година пре првих слова. Најранији пронађени слогови су на плочама писани око 2800. п. н. е. у сумерском граду Ур. Овај помак од пиктограма према слоговима се зове „најважнији напредак у историји писања”.
Реч од једног слога (као што је реп) се зове једносложна реч док реч која се састоји од два слога (попут мајмун) се назива двосложна. А реч састављена од три слога (као што је сиромаш) се зове тросложна. Реч састављена од више од три слога (као што је интелигенција) се зове вишесложна, иако овај термин се често користи за описивање речи од два или више слога.

## Етимологија
Реч слог (енгл. Syllable) је англонорманска варијација старофранцуске речи sillabe, од лат. syllaba, од Коинске Грчке речи συλλαβή, лат. syllabḗ — „шта је узето заједно”, што се односи на слова која су узета заједно да направе један звук.
Реч συλλαβή је глаголска именица створена од глагола συλλαμβάνω, лат. syllambánō (једињења предлога σύν, лат. sýn — „са” и глагола λαμβάνω, лат. lambánō — „узети”). Ова именица користи корен λαβ-, који се појављује у аористу; презентска основа λαμβάν- се формира додавањем назалног инфикса ⟨μ⟩ ⟨m⟩ пре β лат. b и суфикса -αν, лат. -an на крају.

## Структура слога
Општа структура слога се састоји од следећих делова:
- Приступ (обавезно у неким језицима, изборно или чак ограничено у другима)
- Рима
  - Језгро (обавезно у свим језицима)
  - Одступ (изборно у неким језицима, врло ограничено или забрањено у другима)
- Додатак Додатак се сматра посебним делом слога, није зависан за одступ, јер је ограничен на крају речи.

Структура слога може се приказати стаблом. Језгро слога је обично самогласник (вокал) у форми једногласника, двогласника или трогласника, али понекад неутралног сугласника (сонанта) као  или .
Слогни приступ (или први глас слога) је звук или звуци који наступају пре језгра, а слогни одступ (или последњи глас слога) је звук или звуци који прате језгро. Појам рима покрива језгро плус одступ (завршетак или кода). У једносложној речи мач, језгро је a, приступ је м, одступ је ч, и рима је ач. Овај слог може бити описан као сугласник-вокал-сугласнички слог, скраћено CVC (енглески: consonant-vowel-consonant).
Генерално, сваки слог захтева језгро. Приступи су веома уобичајени, а неки језици захтевају да сви слогови имају приступ.
(То јест, CVC слог као мач је могућ, али VC слог као ач није.) Слогови без одступа називају се отворенима, а они са одступом затворенима. Сви језици допуштају отворене слогове, али неки, попут хавајског језика, немају затворене слогове.
Дуги слог је слог са дугом римом или са дугим језгром. У неким језицима, дуги слогови укључују слогове са оба VV (гранање језгра) и VC (гранање рима), за разлику од V, који је кратак слог. У другим језицима, само VV слогови (они са дугим самогласником (вокалом) или двогласником) су дуги, а оба VC и V слога су кратки. Разлика између дугог и кратког одређује који слогови имају нагласак–ово је случај у латинском и арапском језику.

## Слогови и супрасегментали
У домену супрасегменталске функције је слог, а не одређени звук, то јест, оне утичу на све сегменте слога:
- Нагласак
- Тон

Понекад дужина слога се такође рачуна као супрасегментална карактеристика, на пример, у већини германских језика, дуги самогласници могу да постоје само са кратким сугласницима и обрнуто. Међутим, слогови могу бити анализирани као композиције дуге и кратке фонеме, као у финском и јапанском језику, где су удвајање сугласника и дужина самогласника независни.

## Слогови и фонотактичка ограничења
Фонотактичка правила одређују који звуци су дозвољени или недозвољени у сваким делу слоге. Енглески језик дозвољава врло компликоване слогове, слогови могу почети са до три сугласника (као реч string : [], „канап“ или splash : [], „прскање“), и повремено имају крај са чак четири (као реч prompts „брза наредба“). Многи други језици су много више ограничени. Јапански језик, на пример, само дозвољава  хронеме у завршетку слога, и нема уопште скупине сугласника, као приступ се састоји од највише једног сугласника.
Има језика који не дозвољавају празне приступе, као што су хебрејски и арапски језик (имена која су транслитерована као „Израел“, „Абрахам“, „Омар“, „Али“ и „Абдулах“, и још друге, заправо почињу са полуконсонантним прелазним гласом или са ларингалним или ждрелним сугласницима).
Фонотактика је микро-анализа структуре слогова која има за циљ истражити како добро обликовани су слогови неког језика. Макро-анализа слогова која има за циљ да испита ограничења комбинацијског могућности слогова, њихове позиције и појаве и могућ поредак у речи се зове слоготактика.

## Слогови и нагласак
Структура слога често има интеракцију са нагласком. У латинском, на пример, нагласак се редовно одређује према дужини слога. Слог се сматра дугим ако има најмање једно од следећег:
- Дуги самогласник у својом језгру
- Двоглас у својом језгру
- Један или више одступа (завршетка)

## Језици без слога
Идеја о слогу је изазвана од стране језика који омогућавају дуг низ сугласника без самогласника или сонанта. Језици на сјеверозападној обали Северне Америке, укључујући салишански и вакашански језици, су познати за ово. На пример, ове нуксалкске речи садрже само констриктивне сугласнике:
 'ти си пљуо на мене'
 'он је дошао'
 'он је имао дерен шведски' (Багемил (енгл. Bagemihl) (1991), p. 589, 593, 627)
 'маст фоке'
У Багемиловој анкети претходних анализа, он је нашао да се реч  може раздвојити у 0, 2, 3, 5 или 6 слогова зависно каква анализа се користи. Једна анализа би рачунала све делове самогласника и сугласника као језгро слога, друга би узела у обзир само мале подгрупе као кандидат језгра, а још друга би једноставно оспорила постојање слогова у потпуности.
Ова појава се такође може наћи у берберским језицима (као што су енгл. Indlawn Tashlhiyt Berber) и мон-камбоџијски језици (нпр. Сема, Темиар, језик Каму ). Чак и на нашем језику постоји неколико исказа који немају самогласника, на пример, „шшш“ (што значи „ћути“) и „псст“ (звук који се користи за привлачење пажње).
Indlawn Tashlhiyt Berber:
 'ти си то ушино, а затим си га дао'
 'трулеж' (imperfekt) (Dell & Elmedlaoui 1985, 1988)
Сема:
 'кратке, дебеле руке' (Sloan 1988)

## Слогирање
Силабификација или слогирање је раздвајање речи у слогове, било говорно или написано. На већини језика, заправо говорни слогови су и основа за раздвајање слогова у писаној форми. Због врло слабе кореспонденције звукова и слова у писању савременог енглеског језика, на пример, писана силабификација у енглеском језику се мора заснивати углавном на етимолошким, тј. морфолошким, уместо фонетских принципима. Енглески „писани” слогови стога не одговарају стварно говорним слоговима живог језика.
Фонотактичка правила одређују који су звуци дозвољени или нису дозвољени у сваком делу слога. Енглески подржава веома компликоване слогове; слогови могу почињати са до три сугласника (као у речима string или splash), или се повремено могу завршавати са и по четири сугласника (као у речи prompts). Многи други језици су у знатној мери ограниченији; јапански, на пример, једино дозвољава  и хронем на завршетку, и теоретски уопште нема сугласничких кластер, јер се почетак састоји од највише једног сугласника.

### Амбисилабичност
Јављају се неслагања око локације неких подела између слогова на говорном језику. Проблематика решавања таквих случајева је најчешће дискутована у контексту енглеског језика. У случају речи као што је hurry, подела може да буде  или , ни једно од којих не изгледа задовољавајуће за неротични акценат као што је РП (британски енглески):  резултира у крајњем слогу /r/, које се нормално не среће, док  за крајњи слог даје кратки наглашени самогласник, који се исто тако не јавља. Аргументи могу бити изнети у корист једног или другог решења: Велс (2002) је предложио опште правило по коме: „у зависности од одређених услова ..., сугласници се растављају на слогове тако онај који је јаче наглашен фланкра слог”. Многи други фонолози преферирају да поделе слогове сугласником или сугласницима везаним за следећи слог, кад год је то могуће. Један алтернативни приступ, који је добио извесну подршку, је да се интервокални сагласник третира као да је амбисилабичан, тј. да припада претходном и следећем слогу: . Детаљнија дискусија је предмет фонолошке фонотактике.

### Почетак
Почетак је консонантни звук или звук на почетку слога, који се јавља пре језгра. Већина слогова има такав почетак. За слогове без таквог почетка се каже да имају нулти почетак – другим речима имају празнину где би требало да буде почетак.

#### Почетни кластер
Неки језици ограничавају почетке, тако да морају да буду формирани само појединачних сугласници, док други дозвољавају вишесугласничке почетке у складу са разним правилима. На пример, у енглеском, почеци као што су pr-, pl- и tr- су могући, док tl- није, и sk- је могуће док ks- није. У грчком, међутим, оба ks- и tl- представљају могуће почетке. У контрасту с тим у класичном арапском мултисугласнички почеци уопште нису дозвољени.

#### Нулти почетак
У неким језицима су забрањени нулти почеци. У тим језицима, речи које почињу самогласником, као што је енглеска реч at, нису могуће. Ово је мање чудно него што то можда у почетку изгледа, јер већина таквих језика дозвољава слоговима да започну са фонемским глоталним заустављањем (звуком у средини енглеског „uh-oh” или, у неким дијалектима, двоструким Т као у „button”, које се фонетски представља /ʔ/). У енглеском, реч која почиње са самогласником може да буде изговорена са епентезним глоталним заустављањем кад следи паузи, мада то заустављање можда није фонема у датом језику.
Неколико језика прави фонемску разлику између речи која почињу са самогласником и речи која почињу са глоталним заустављањима чему следи самогласник, с обзиром да је разлика генерално чујна једино након друге речи. Међутим, малтешки и неки полинежански језици праве такве разлике, као што је случај у хавајским речима  „ватра” и / „туна”.
Хебрејски и арапски не дозвољавају нулте почетке. Имена Израел, Абел, Абрахам, Иран, Омар, Абдула, и Ирак изгледају као да су без првог слога, али у оригиналној хебрејској и арапској форми заправо почињу са различитим сугласницима: полусамогласиником  у yisrāʔēl, глоталним фрикативом у  , глоталним заустављањем  у ʔaḅrāhām и ʔīrān, или фарингалним фрикативом  у ʕumar, ʕabduḷḷāh, и ʕirāq. За разлику од тога, арандски језик централне Аустралије у потпуности не користи почетке; при томе сви слогови имају основни облик „сам.суг.(суг.)”.
Разлика између слога са нултим почетком и почетка са глоталном завршетком често је чисто разлика фонолошке анализе, а не стварног изговора слога. У неким случајевима, (путативни) изговор речи са самогласничким почетком кад следи другу реч - без обзира да ли је глотално заустављање уметнуто - означава да ли се реч треба сматрати нултим почетком. На пример, многи романски језици као што је шпански никад не умећу такво глотално заустављање, док енглески то чини само понекад, у зависности од фактора као што је брзина конверзације; у оба случаја, ово указује на то да су речи у питању заиста самогласнички-иницијалне. Међутим исто тако постоје изузеци. На пример, стандардни немачки (укључујући многе јужне акценте) и арапски оба захтевају да глотално заустављање буде уметнуто између једне речи и следеће речи са путативно самогласничким почетком. За такве речи се каже да почињу самогласником у немачком, а са глоталним завршетком у арапском. Разлог за то су друга својства тих језика. На пример, глотални завршетак се не јавља у другим ситуацијама у немачком, нпр. пре сугласника или на крају речи. С друге стране, у арапском, не само да се глотални завршетак јавља у таквим ситуацијама (нпр. класично  „он је питао”,  „мишљење”,  „светлост”), већ се јавља у алтернацијама, које су јасна индикација његовог фонемског статуса (cf. класично  „писац” вс. /mak „написано”,  „особа која једе” вс.  „поједен”).
Могуће је да систем писања језика не кореспондира фонолошкој анализи језика у погледу његовог руковања (потенцијалним) нултим садржајем. На пример, у неким језицима написаним латиницом, иницијално глотално заустављање остало је ненаписано; с друге стране, неки језици који се пишу нелатиничним писмима, као што су абџад и абугида, имају специјални нулти сугласник којим се представља нулти почетак. Један пример тога је да у хангулу, алфабету корејског језика, нулти почетак се представља са ㅇ на левој или горњој секцији графеме, као у 역 са значењем „станица” и изговором јеок, при чему је дифтонг јео језгро, а к је завршетак.

### Језгро
| Реч | Језгро |
| --- | ------ |
|     |        |
|     |        |
|     |        |
|     |        |
|     |        |
|     |        |
| или | или    |

Језгро је обично самогласник у средини слога. Генерално, сваком слогу је неопходно језгро (које се понекад назива врхом), и минимални слог се састоји само од језгра, као у енглеским речима eye или owe. Слоговно језгро је обично самогласник, у виду монотонга, дифтонга, или трифтонга, мада је понекад и слоговни сугласник.
У већини германских језика, лабави самогласници се могу појавити само у затвореним слоговима. Стога се ти самогласници такође називају ограниченим, за разлику од напетих самогласника који се називају слободним самогласницима, јер се могу појавити чак и у отвореним слоговима.

#### Консонантно језгро
Појам слога је донекле оспорен у језицима који омогућавају дугачке низове незвучника без икаквог интервентног вокала или сонанта. Најзаступљенији слоговни сугласници су соноранти попут , , ,  или , као у енглеским речима bottle, church (у ротичким акцентима), rhythm, button и -{lock '
n key}-. Међутим, енглески дозвољава слоговне незвучнике у неколико паравербалних исказа, као што су shh (које се користи за захтевање тишине) и psst (које се користи за привлачење пажње). Сви они су анализирани као фонемички слогови. Слогови састављени од само незвучника се исто тако фонетички јављају у неким просодијским ситуацијама кад се ненаглашени самогласници прећуткују између незвучника, као у енглеским речима   и  , што не мења њихов број слогова упркос губљења слоговног језгра.
Неколико језика има такозване слоговне фрикативе, такође познате као фрикативни самогласници, на фонемском нивоу. (У контексту кинеске фонологије, сродни али несинонимни термин апикални вокал се обично користи.) Мандарински језик је познат по томе што има такве звукове у бар неким од својих дијалеката, на пример пинјин слогови sī shī rī, се понекад изговарају као . Попут језгра за ротичку енглеску реч church, расправља се о томе да ли су ова језгра консонанти или самогласници.
Језици на северозападној обали Северне Америке, укључујући салишки, вакашански и чинукански језике, дозвољавају зауставне сугласнике и безгласне фрикативе као слогове на фонемском нивоу, чак и у најпажљивијој дикцији. Један пример је чинукански израз  'те две жене долазе овамо из воде'. Лингвисти су анализирали ову ситуацију на различите начине. Неки тврде да такви слогови немају никакво језгро, док други сматрају да се појам „слог” не може јасно применити на ове језике.
Други примери:
Нухалк (Бела Кула)
 'пљунуо си ме'
 'он је стигао'
 'имао је у свом поседу биљку банчбери'
 'јецање фоке'
У Багемиловом прегледу претходне анализе, он налази да се Бела Кула реч  'он је стигао' може раздвојити у 0, 2, 3, 5, или 6 слогова у зависности од тога која се анализа користи. Једна анализа би разматрала све самогласничке и сугласничке сегменте као слоговна језгра, друга би сматрала само мали подскуп (фрикативе или сибиланте) као кандидате за језгра, а трећа би једноставно у потпуности негирала постајање слогова. Међутим, када ради са снимцима уместо транскрипција, слогови могу бити очигледни у таквим језицима, и матерњи говорници имају јаке интуиције о томе шта су слогови.
Ова врста феномена је такође уочена код берберских језика (као што је индлон ташлхијски берберски), марокански арапски (очигледно под берберским утицајем), аустроазијски језици (као што су семајски, темијарски, камунски) и огами дијалекат мијаканског, и рјукјуански језици.
Индлон ташлхијски берберски
 'ти си га угануо и онда га дао'
 'трунусте' (имперфекат)
Семајски
 'кратке, дебеле руке'